# Kirsten Wild
Kirsten Carlijn Wild (Almelo, 15 de octubre de 1982) es una deportista neerlandesa que compitió en ciclismo en las modalidades de pista y ruta.
Participó en tres Juegos Olímpicos de Verano, obteniendo una medalla de bronce en Tokio 2020, en la prueba de ómnium, el sexto lugar en Londres 2012, en las pruebas de persecución por equipos y ómnium, y el sexto lugar en Río de Janeiro 2016, en ómnium.
Ganó dieciocho medallas en el Campeonato Mundial de Ciclismo en Pista entre los años 2011 y 2021, y dieciocho medallas en el Campeonato Europeo de Ciclismo en Pista entre los años 2011 y 2019. En los Juegos Europeos de Minsk 2019 obtuvo tres medallas, dos de oro y una de plata.
En carretera ganó tres etapas del Giro de Italia (dos en 2009 y una en 2013), y obtuvo dos medallas en el Campeonato Mundial de Ciclismo en Ruta, plata en 2016 y bronce en 2012.

## Medallero internacional
| Juegos Olímpicos   | Juegos Olímpicos         | Juegos Olímpicos  | Juegos Olímpicos |
| Año                | Lugar                    | Medalla           | Competición      |
| ------------------ | ------------------------ | ----------------- | ---------------- |
| 2020               | Tokio (Japón)            | Medalla de bronce | Ómnium           |
| Campeonato Mundial |                          |                   |                  |
| Año                | Lugar                    | Medalla           | Competición      |
| 2011               | Apeldoorn (Países Bajos) | Medalla de bronce | Ómnium           |
| 2015               | Saint-Quentin (Francia)  | Medalla de oro    | Scratch          |
| 2015               | Saint-Quentin (Francia)  | Medalla de bronce | Ómnium           |
| 2016               | Londres (Reino Unido)    | Medalla de plata  | Scratch          |
| 2017               | Hong Kong (China)        | Medalla de plata  | Ómnium           |
| 2017               | Hong Kong (China)        | Medalla de bronce | Puntuación       |
| 2018               | Apeldoorn (Países Bajos) | Medalla de oro    | Scratch          |
| 2018               | Apeldoorn (Países Bajos) | Medalla de oro    | Ómnium           |
| 2018               | Apeldoorn (Países Bajos) | Medalla de oro    | Puntuación       |
| 2018               | Apeldoorn (Países Bajos) | Medalla de plata  | Madison          |
| 2019               | Pruszków (Polonia)       | Medalla de oro    | Ómnium           |
| 2019               | Pruszków (Polonia)       | Medalla de oro    | Madison          |
| 2019               | Pruszków (Polonia)       | Medalla de plata  | Scratch          |
| 2019               | Pruszków (Polonia)       | Medalla de bronce | Puntuación       |
| 2020               | Berlín (Alemania)        | Medalla de oro    | Scratch          |
| 2020               | Berlín (Alemania)        | Medalla de oro    | Madison          |
| 2021               | Roubaix (Francia)        | Medalla de oro    | Madison          |
| 2021               | Roubaix (Francia)        | Medalla de bronce | Puntuación       |
| Juegos Europeos    |                          |                   |                  |
| Año                | Lugar                    | Medalla           | Competición      |
| 2019               | Minsk (Bielorrusia)      | Medalla de oro    | Scratch          |
| 2019               | Minsk (Bielorrusia)      | Medalla de oro    | Ómnium           |
| 2019               | Minsk (Bielorrusia)      | Medalla de plata  | Madison          |
| Campeonato Europeo |                          |                   |                  |
| Año                | Lugar                    | Medalla           | Competición      |
| 2012               | Panevėžys (Lituania)     | Medalla de bronce | Ómnium           |
| 2013               | Apeldoorn (Países Bajos) | Medalla de oro    | Puntaución       |
| 2013               | Apeldoorn (Países Bajos) | Medalla de plata  | Ómnium           |
| 2015               | Grenchen (Suiza)         | Medalla de plata  | Scratch          |
| 2016               | Saint-Quentin (Francia)  | Medalla de oro    | Puntuación       |
| 2016               | Saint-Quentin (Francia)  | Medalla de oro    | Eliminación      |
| 2016               | Saint-Quentin (Francia)  | Medalla de plata  | Ómnium           |
| 2016               | Saint-Quentin (Francia)  | Medalla de bronce | Scratch          |
| 2016               | Saint-Quentin (Francia)  | Medalla de bronce | Madison          |
| 2017               | Berlín (Alemania)        | Medalla de oro    | Eliminación      |
| 2017               | Berlín (Alemania)        | Medalla de plata  | Ómnium           |
| 2017               | Berlín (Alemania)        | Medalla de bronce | Madison          |
| 2018               | Glasgow (Reino Unido)    | Medalla de oro    | Scratch          |
| 2018               | Glasgow (Reino Unido)    | Medalla de oro    | Ómnium           |
| 2018               | Glasgow (Reino Unido)    | Medalla de bronce | Madison          |
| 2019               | Apeldoorn (Países Bajos) | Medalla de oro    | Eliminación      |
| 2019               | Apeldoorn (Países Bajos) | Medalla de oro    | Ómnium           |
| 2019               | Apeldoorn (Países Bajos) | Medalla de bronce | Madison          |

| Campeonato Mundial | Campeonato Mundial        | Campeonato Mundial | Campeonato Mundial       |
| Año                | Lugar                     | Medalla            | Competición              |
| ------------------ | ------------------------- | ------------------ | ------------------------ |
| 2012               | Valkenburg (Países Bajos) | Medalla de bronce  | Contrarreloj por equipos |
| 2016               | Doha (Catar)              | Medalla de plata   | Ruta                     |

## Palmarés

### Carretera
| 2006 - Omloop door Middag-Humsterland - 3 etapas de la Rabobank Ster Zeeuwsche Eilanden 2007 - Tour de Polonia Femenino, más 3 etapas - 1 etapa de la Holland Ladies Tour 2008 - Omloop Het Volk - Omloop van Borsele - Therme Kasseienomloop - 1 etapa de la RaboSter Zeeuwsche Eilanden - 2.ª en el Campeonato de los Países Bajos Contrarreloj 2009 - Tour de Catar Femenino - Omloop van Borsele - GP Stad Roeselare - Le Tour du Grand Montréal, más 3 etapas - 2 etapas del Giro de Italia Femenino - 2.ª en el Campeonato de los Países Bajos Contrarreloj - 3 etapas de la Holland Ladies Tour - Vuelta a Nuremberg - 3.ª en la Copa del Mundo - 2.ª en el Ranking UCI 2010 - Tour de Catar Femenino, más 1 etapa - Gran Premio de Dottignies - Ronde van Gelderland - Omloop van Borsele - GP Stad Roeselare - 1 etapa del Tour de la Isla de Chongming - RaboSter Zeeuwsche Eilanden, más 2 etapas - 3.ª en el Campeonato de los Países Bajos Contrarreloj - Open de Suède Vargarda - 2 etapas de la Holland Ladies Tour - 1 etapa del Giro de la Toscana-Memorial Michela Fanini - 3.ª en la Copa del Mundo - 3.ª en el Ranking UCI 2011 - Omloop van Borsele 2012 - 2 etapas del Tour de Catar Femenino - 1 etapa del Energiewacht Tour - RaboSter Zeeuwsche Eilanden, más 1 etapa - 1 etapa del Czech Tour - 2 etapas del Lotto-Decca Tour - 1 etapa de la Holland Ladies Tour 2013 - Tour de Catar Femenino, más 3 etapas - 4 etapas del Energiewacht Tour - Ronde van Gelderland - 1 etapa del Giro de Italia Femenino - 2 etapas del Lotto-Belisol Belgium Tour - 2 etapas del Boels Rental Ladies Tour - A Través de Flandes | 2014 - Tour de Catar Femenino, más 3 etapas - Novilon Euregio Cup - 2 etapas del Energiewacht Tour - Ronde van Gelderland - Tour de la Isla de Chongming, más 2 etapas - Tour de la Isla de Chongming Copa del Mundo - 1 etapa de La Route de France 2015 - Novilon Euregio Cup - 1 etapa del Energiewacht Tour - Ronde van Gelderland - Salverda Omloop van de IJsseldelta - Omloop van Borsele - Tour de la Isla de Chongming, más 2 etapas - Gran Premio Ciclista de Gatineau - 1 etapa del Tour de Bretaña 2016 - 1 etapa del Tour de Catar Femenino - 2 etapas del Energiewacht Tour - Tour de Yorkshire - 1 etapa del Tour de California femenino - RideLondon Classique - 2.ª en el Campeonato Mundial en Ruta 2017 - 2 etapas del Tour Down Under Femenino - 1 etapa del Tour de la Isla de Chongming - 1 etapa del Boels Rental Ladies Tour 2018 - 1 etapa del Healthy Ageing Tour - 1 etapa del Tour de la Isla de Chongming - 1 etapa del Tour de Yorkshire Women's Race - 1 etapa del Giro de Italia Femenino - RideLondon Classique 2019 - Tres Días de Brujas-La Panne - Gante-Wevelgem - 2 etapas del Healthy Ageing Tour - 2 etapas del Tour de Bretaña |

### Pista
| 2008 - Campeonato de los Países Bajos Scratch - 2.ª en el Campeonato de los Países Bajos Persecución - 2.ª en el Campeonato de los Países Bajos Puntuación 2010 - Campeonato de los Países Bajos Puntuación - 2.ª en el Campeonato de los Países Bajos Persecución 2011 - Pekín Eliminación - 3.ª en el Campeonato Mundial Omnium - 3.ª en el Campeonato Europeo Omnium - Astana Persecución por Equipos (haciendo equipo con Amy Pieters y Ellen van Dijk) - Campeonato de los Países Bajos Persecución - Campeonato de los Países Bajos Madison (haciendo pareja con Ellen van Dijk) 2012 - Campeonato de los Países Bajos Omnium - Récord de los Países Bajos Persecución por Equipos (3 km, haciendo equipo con Amy Pieters y Ellen van Dijk) — 3 min 20,013 s - 2.ª en el Campeonato de los Países Bajos Madison (haciendo pareja con Laura van der Kamp) 2013 - Campeonato Europeo Puntuación - 2.ª en el Campeonato Europeo Omnium - Campeonato de los Países Bajos Omnium - Campeonato de los Países Bajos Persecución - 2.ª en el Campeonato de los Países Bajos Madison (haciendo pareja con Amy Pieters) - Campeonato de los Países Bajos Scratch - Campeonato de los Países Bajos Puntuación 2014 - Campeonato de los Países Bajos Omnium - Campeonato de los Países Bajos Persecución - Campeonato de los Países Bajos Puntuación 2015 - Campeonato Mundial en Scratch - 3.ª en el Campeonato Mundial Omnium - 2.ª en el Campeonato Europeo en Scratch - Campeonato de los Países Bajos Persecución - Campeonato de los Países Bajos Madison (haciendo pareja con Nina Kessler) | 2016 - 2.ª en el Campeonato Mundial de Scratch - Campeonato Europeo Eliminación - Campeonato Europeo en Puntuación - 3.ª en el Campeona de Europa en Scratch - 3.ª en el Campeonato Europeo Madison (haciendo pareja con Nina Kessler) - 2.ª en el Campeonato Europeo en Omnium - Campeonato de los Países Bajos Persecución - Campeonato de los Países Bajos Madison (haciendo pareja con Nina Kessler) - Campeonato de los Países Bajos Scratch - Campeonato de los Países Bajos Puntuación 2017 - 2.ª en el Campeonato Mundial de Ómnium - 3.ª en el Campeonato Mundial en Puntuación - Campeonato Europeo Eliminación - 2.ª en el Campeonato Europeo en Omnium - 3.ª en el Campeonato Europeo Madison (haciendo pareja con Amy Pieters) - Campeonato de los Países Bajos Madison (haciendo pareja con Nina Kessler) - Campeonato de los Países Bajos Scratch - Campeonato de los Países Bajos Omnium 2018 - Campeonato Mundial en Scratch - Campeonato Mundial en Puntuación - Campeonato Mundial en Omnium - 2.ª en el Campeonato Mundial de Madison (con Amy Pieters) - Campeonato Europeo Omnium - Campeonato Europeo Scratch - 3.ª en el Campeonato Europeo Madison (haciendo pareja con Amy Pieters) 2019 - Campeonato Mundial en Omnium - Campeonato Mundial en Madison (con Amy Pieters) - 2.ª en el Campeonato Mundial de Scratch - 3.ª en el Campeonato Mundial en Puntuación - Juegos Europeos en Scratch - Juegos Europeos en Omnium - 2.ª en los Juegos Europeos en Madison (con Amber van der Hulst) - Campeonato Europeo Eliminación |

## Resultados en Grandes Vueltas y Campeonatos del Mundo
Durante su carrera deportiva consiguió los siguientes puestos en las Grandes Vueltas femeninas y en los Campeonatos del Mundo en carretera:
| Carrera              | Carrera              | 2004 | 2005 | 2006 | 2007 | 2008 | 2009 | 2010 | 2011 | 2012 | 2013 | 2014 | 2015 | 2016 | 2017  | 2018 | 2019 | 2020 | 2021 |
| -------------------- | -------------------- | ---- | ---- | ---- | ---- | ---- | ---- | ---- | ---- | ---- | ---- | ---- | ---- | ---- | ----- | ---- | ---- | ---- | ---- |
|                      | Giro de Italia       | —    | —    | —    | 45.ª | 67.ª | 61.ª | 69.ª | —    | —    | 69.ª | —    | —    | —    | 103.ª | Ab.  | 98.ª | 83.ª | —    |
|                      | Tour de l'Aude       | 69.ª | —    | —    | —    | —    | —    | —    | X    | X    | X    | X    | X    | X    | X     | X    | X    | X    | X    |
|                      | Grande Boucle        | —    | —    | —    | —    | —    | —    | X    | X    | X    | X    | X    | X    | X    | X     | X    | X    | X    | X    |
| Mundial en Ruta      | Mundial en Ruta      | —    | —    | —    | —    | —    | —    | Ab.  | 99.ª | 77.ª | Ab.  | —    | —    | 2.ª  | —     | —    | —    | —    | —    |
| Mundial Contrarreloj | Mundial Contrarreloj | —    | —    | —    | —    | 25.ª | —    | —    | —    | —    | —    | —    | —    | —    | —     | —    | —    | —    | —    |

| —: No participó | Ab: Abandono | X: Edición no celebrada |

## Equipos
- @ Cycling Team (2004-2005)
  - @Home Cycling Team (2004)
  - @Work Cycling Team (2005)
- AA Drink Cycling Team (2006-2008)
- Cervélo Test Team (2009-2010)
- AA Drink-Leontien.nl Cycling Team (2011-2012)
- Shimano (2013-2014)
  - Team Argos-Shimano (2013)
  - Team Giant-Shimano (2014)
- Hitec Products-UCK (2015-2016)
- Cylance Pro Cycling (2017)
- Wiggle High5 (2018)
- WNT (2019-2021)
  - WNT-Rotor Pro Cycling (2019)
  - Ceratizit-WNT Pro Cycling (2021)